# Samo ljubavnici preživljavaju
Samo ljubavnici preživljavaju (eng. Only Lovers Left Alive) je britansko-njemački film iz 2013. godine. Glavne uloge tumače Tm Hiddleston, Tilda Swinton, Mia Wasikowska, John Hurt i Jeffrey Wright.

## Radnja
Adam (Tom Hiddleston) je glazbenik koji se ponovno susreće sa svojom životnom ljubavi Evom (Tilda Swinton). Ta ljubavna priča traje kroz stoljeća (budući su dvoje ljubavnika vampiri) a Adam je sad krajnje depresivan i ne vidi gdje svijet vodi. Njihova ljubav je poljuljana I na velikom testu kada se pojavi divlja i nekontrolirana Evina sestra. 
Sofisticirani par se družio s veličinama poput Schuberta, Shellyja i Byrona a okolo se vozika u vintage autima, izležava u antiknim svilenim kimonima i skuplja rijetke elektirične gitare. 

## Uloge
- Tom Hiddleston kao Adam
- Tilda Swinton kao Eva
- Mia Wasikowska kao Ava
- John Hurt kao Marlowe
- Jeffrey Wright kao Dr. Watson
- Anton Yelchin kao Ian
- Slimane Dazi kao Bilal
- Yasmine Hamdan kao Yasmine

## Vanjske poveznice
- Samo ljubavnici preživljavaju u internetskoj bazi filmova IMDb-a